# Знаменская церковь в Ильинском (Лихославльский муниципальный округ)
Церковь иконы Божией Матери «Знамение» в Ильинском — действующий православный храм, расположенный в селе Ильинском Лихославльского муниципального округа Тверской области.

## История
Согласно сведениям, полученным от старожилов Д. Дмитриева, И. А. Равина и А. С. Таратынова, на территории нынешнего храма находился монастырь. С 1505 года монахами велась церковная летопись, которая была утрачена во второй половине XX века. Существует предположение, что в период Смутного времени (конец XVI — начало XVII века) монастырь был сожжён и разрушен польскими интервентами.
Документы содержат данные о церкви-предшественнице Знаменского храма. В писцовой книге Новоторжского уезда 1626/1627 года упоминается как погост с церковью Ильи Пророка центр Ильинской губы-волости Новоторжского уезда, находившийся на земле помещика Петра Никифорова сына Сверчкова. На погосте располагались дворы священника и дьячка, двор помещика и один бобыльский двор. Согласно клировым ведомостям за 1799 год, в селе Ильинском (что под Вышковым) в 1764 году была воздвигнута деревянная церковь Ильи Пророка с приделами Ефрема Новоторжского и Мученицы Параскевы.
Впоследствии сильно обветшавшее строение церкви разобрали. В 1799 году владевший селом помещик Фёдор Иванович Сверчков получил грамоту на строительство каменного храма.
Здание ныне действующего храма возводилось в течение 20 лет на средства прихожан. В качестве строительного материала использовалась местная глина, из которой изготавливался кирпич. Для этого в Никифоровском ручье был построен кирпичный завод. Строительство храма завершилось в 1823 году. По данным Тверского епархиального статистического сборника, в целом стоимость возведения храма составила 614 рублей 59 копеек.
В 1880 году священником Дмитрием Протопоповым в селе была основана церковно-приходская школа, которая располагалась в церковном доме и имела комнату площадью 86 м². Для учащихся 13 окрестных деревень в доме священника был устроен приют. С 1886 года в школе преподавал А. И. Постников, получивший образование в Тверской духовной семинарии.
В 1914 году в состав причта входили священники Пётр Богословский и Николай Черниговский, штатный диакон Николай Соколов, псаломщики Сергей Колосов и Михаил Николаев. К приходу Знаменской церкви относилось 18 населённых пунктов, прихожанами были 1398 мужчин и 1497 женщин.
Храм имеет три престола: главный — Знамения Божией Матери, на хорах — Ильи Пророка и Мученицы Параскевы, перенесённые из деревянной церкви. Под руководством архитектора В. И. Назарьина в 1890 году было сделано перекрытие, позволившее переместить на второй этаж два придела для богослужения в зимнее время. Колонны, поддерживающие перекрытие, расписали фресками, на которых присутствуют Арсений и Михаил Тверские, Ефрем Новоторжский и другие местные святые.
В храме находится икона Божией Матери «Знамение», доставленная из Великого Новгорода во время мора, охватившего село в XIX веке.
После революции благодаря усилиям прихожан храм остался действующим. Земля, на которой он находится, была обложена высоким налогом. Храм не закрывался и в годы Великой Отечественной войны, и в период хрущёвской антирелигиозной кампании.

## Архитектура
Здание храма построено в стиле позднего классицизма с использованием элементов барокко, которые присутствуют в композиции и оформлении фасадов. Композиционно-конструктивное решение типичное и включает в себя храмовую часть с апсидой, трапезное помещение и колокольню.
Храм выстроен по типу «восьмерик на четверике», перекрыт при помощи сомкнутого свода, на котором находится глухой барабан с главкой. Переход от четверика к восьмерику выполнен посредством ступенчатых тромпов. Грани восьмерика ориентированы по сторонам света. Апсида имеет полуциркульную форму и перекрывается полусферическим сводом с распалубками, которые расположены над оконными проёмами. Она соединена с храмом тремя арочными проёмами.
Трапезное помещение прямоугольной формы, первоначально было двухсветным. В конце XIX века разделено на два этажа плоским перекрытием, опирающимся на четыре столба.
Двухъярусная храмовая колокольня увенчана высоким шпилем. Украшение фасадов выполнено с помощью четырёхколонных портиков с капителями ионического ордера. Фасады первого яруса колокольни имеют украшение в виде двухколонных портиков.
В состав архитектурного ансамбля Знаменской церкви входят ворота с частично утраченной оградой.

## Галерея
- Знаменская церковь. Общий вид
- Ограда с воротами
- Колокольня и южный фасад
- Южный портик и апсида
- Апсида
- Северный фасад